# نظرية الحماء
نظرية الحماء (بالإنجليزية: Guard theory)‏ هي فرع من فروع علم المناعة الذي يتعلق بالاستشعار الفطري للنتائج النمطية لعامل الضراوة (الفوعة) أو العامل المُمرض، هذا على عكس الفهم الكلاسيكي للتعرف من قبل جهاز المناعة الفطري والذي يتضمن التعرف على الهياكل الميكروبية المتميزة -الأنماط الجزيئية المرتبطة بمسببات الأمراض (PAMPs)- مع مستقبلات التعرف على الأنماط (PRRs)، بعض هذه العواقب النمطية لعوامل الضراوة ومسببات الأمراض قد تشمل تغيير الاتجار الداخلي والتغيرات في الهيكل الخلوي، ستعمل آليات التعرف هذه على استكمال آليات التعرف على الأنماط الكلاسيكية.

## الآلية

### في النباتات
في النباتات تُعرف نظرية الحماء أيضًا بالتعرف غير المباشر، هذا لأنه بدلاً من التعرف المباشر على عامل الضراوة أو العامل الممرض هناك بدلاً من ذلك التعرف بالنتيجة النهائية لعملية يتوسط فيها عامل الضراوة أو العامل الممرض. في هذه الحالات يبدو أن عامل الفوعة يستهدف بروتينًا إضافيًا يكون إما هدفًا أو محاكاة هيكلية لهدف عامل الفوعة هذا، مما يسمح لدفاعات النبات بالاستجابة لإستراتيجية محددة للتسبب في المرض بدلاً من الهياكل التي قد تتطور وتتغير بمرور الوقت بمعدل أسرع مما يستطيع النبات التكيف معه. ينتج عن التفاعل بين العامل الممرض والبروتين الإضافي بعض التعديلات في البروتين الإضافي مما يسمح بالتعرف على بروتينات NBS-LRR النباتية التي تراقب العدوى. أفضل توضيح لهذا النموذج هو بروتين RIN4 في A. thaliana. حيث يشكل RIN4 عقدة مع بروتينات NB-LRR RPM1 و RPS2، مؤثر انزيم البروتياز AvrRpt2 قادر على تحطيم RIN4 مما يتسبب في إلغاء قمع RPS2، من ناحية أخرى ينتج عن الفسفرة بوساطة AvrB أو AvrRPM1 لـ RIN4 تنشيط RPM1. باختصار يوضح هذا المثال كيف أن بروتين NBS-LRR قادر على التعرف على تأثيرات أكثر من عامل فوعة أو مؤثر.

## دفاعات الحماء عند الإنسان وعلاقتها بالحساسية
لا يُعرف سوى القليل عن مستقبلات الحماء في البشر، أحد الأمثلة -قيد التكهنات حاليًا- يتضمن التعرف على سيستين بروتياز الذي تفرزه الديدان الطفيلية أثناء العدوى. وقد تم التكهن بأن بعض الحساسية تتطور نتيجة للتشابه البنيوي بين مسببات الحساسية وبروتياز السيستين عالي النشاط الذي تفرزه الديدان الطفيلية خلال الدورة المعدية، إحدى الآليات المقترحة التي يمكن أن يحدث بها ذلك هي أن البروتياز الذي تفرزه الديدان الطفيلية يشق البروتينات التي تعمل مكشافات، وهذه المكشافات بدورها تنشط أجهزة الاستشعار لتنبيه الجهاز المناعي.